# Stibochiona viridicans
Stibochiona viridicans är en fjärilsart som beskrevs av Hans Fruhstorfer 1913. Stibochiona viridicans ingår i släktet Stibochiona och familjen praktfjärilar. Inga underarter finns listade i Catalogue of Life.